# Klubowy Puchar Europy kobiet w szachach (1996)
1996 – pierwszy sezon Klubowego Pucharu Europy kobiet w szachach. Zwyciężyły ex aequo jugosłowiański Agrouniverzal Zemun i gruzińskie Merani Tbilisi.

## Uczestnicy
Lista obejmuje tylko uczestników fazy finałowej. W nawiasie podano średni ranking Elo. Źródło: OlimpBase
- Merani Tbilisi (2385)
- Agrouniverzal Zemun (2370)
- Goša Smederevska Palanka (2306)
- Rad Belgrad (2310)
- Bokštas Płungiany (2235)
- Elberfelder SG 1851 (2346)
- Empils Rostów nad Donem (2384)
- Kyjiwska Szkoła Hrosmejsteriw (2334)

## Rozgrywki

### Faza grupowa
Nie są dostępne wyniki faz grupowych. Wiadomo jedynie, że zespoły były podzielone na osiem grup, z których awansowała najlepsza drużyna. W grupie rozgrywanej w Novej Goricy Kyjiwska Szkoła Hrosmejsteriw zajęła pierwsze miejsce, przed Rodewischer Schachmiezen i ŠK Nova Gorica.

### Faza finałowa
W Smederevskiej Palance. Źródło: OlimpBase

#### Ćwierćfinały
31 maja 1996
| Empils Rostów nad Donem – Rad Belgrad 2½:1½               |
| Goša Smederevska Palanka – Merani Tbilisi ½:3½            |
| Agrouniverzal Zemun – Bokštas Płungiany 3½:½              |
| Kyjiwska Szkoła Hrosmejsteriw – Elberfelder SG 1851 1½:2½ |

#### O miejsca 5–8
1 czerwca 1996
| Kyjiwska Szkoła Hrosmejsteriw – Rad Belgrad 3:1  |
| Goša Smederevska Palanka – Bokštas Płungiany 1:3 |

#### Półfinały
1 czerwca 1996
| Merani Tbilisi – Empils Rostów nad Donem 2:2 pd. |
| Elberfelder SG 1851 – Agrouniverzal Zemun 1½:2½  |

#### O 7. miejsce
2 czerwca 1996
| Rad Belgrad – Goša Smederevska Palanka 3½:½ |

#### O 5. miejsce
2 czerwca 1996
| Bokštas Płungiany – Kyjiwska Szkoła Hrosmejsteriw 1:3 |

#### O 3. miejsce
2 czerwca 1996
| Empils Rostów nad Donem – Elberfelder SG 1851 2½:1½ |

#### Finał
2 czerwca 1996
| Merani Tbilisi – Agrouniverzal Zemun 2:2 pd. |

1. Maia Cziburdanidze – Alisa Marić ½:½
2. Nino Gurieli – Alisa Gallamowa-Iwanczuk ½:½
3. Nino Churcidze – Mirjana Marić ½:½
4. Nana Aleksandria – Suzana Maksimović ½:½

#### Klasyfikacja
| Msc | Zespół                        | M | W | R | P |
| --- | ----------------------------- | - | - | - | - |
| 1   | Agrouniverzal Zemun           | 3 | 2 | 1 | 0 |
| 1   | Merani Tbilisi                | 3 | 2 | 1 | 0 |
| 3   | Empils Rostów nad Donem       | 3 | 2 | 0 | 1 |
| 4   | Elberfelder SG 1851           | 3 | 1 | 0 | 2 |
| 5   | Kyjiwska Szkoła Hrosmejsteriw | 3 | 2 | 0 | 1 |
| 6   | Bokštas Płungiany             | 3 | 1 | 0 | 2 |
| 7   | Rad Belgrad                   | 3 | 1 | 0 | 2 |
| 8   | Goša Smederevska Palanka      | 3 | 0 | 0 | 3 |